# St. Thomas (Drispenstedt)

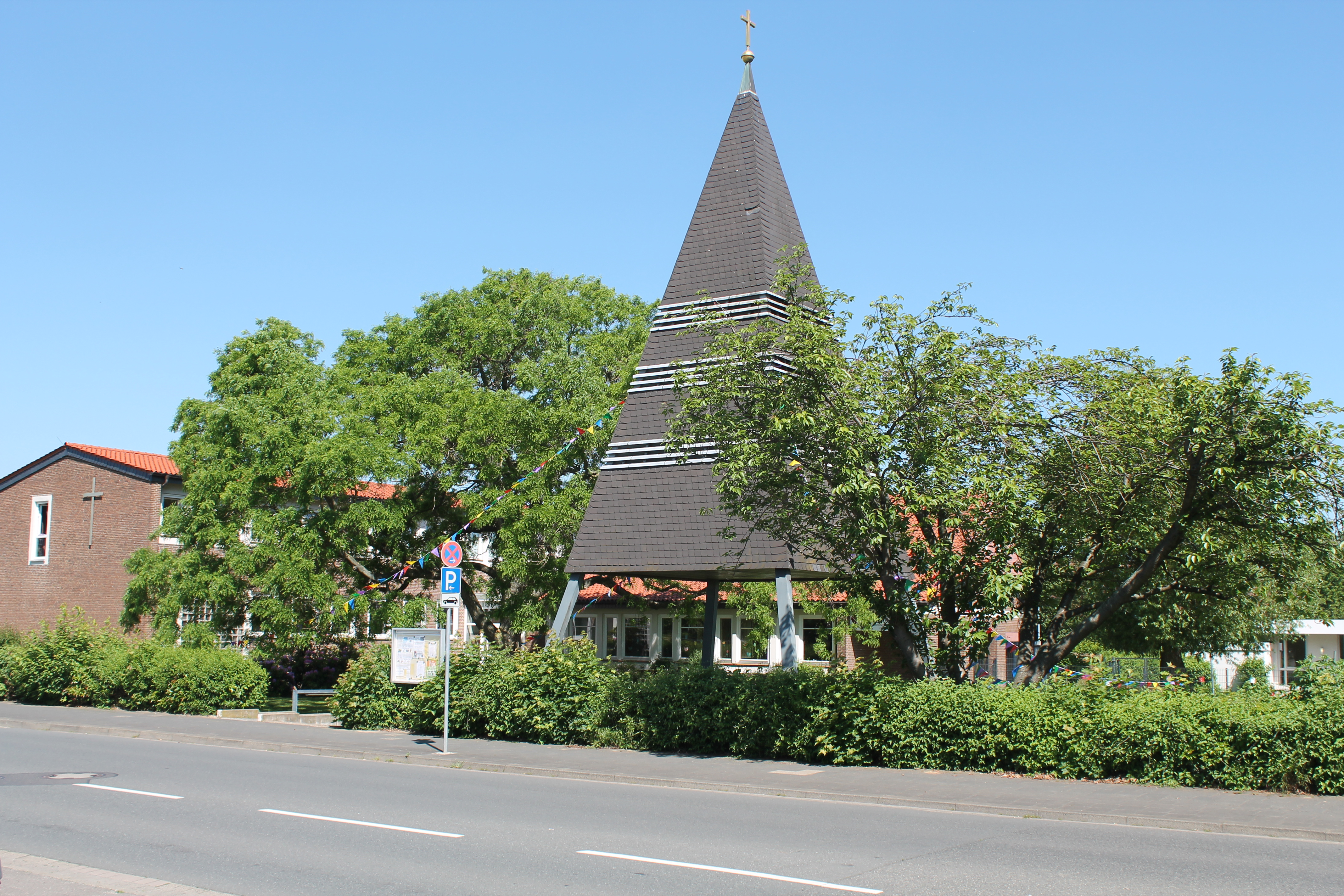
St. Thomas, Drispenstedt

St. Thomas ist eine  evangelisch-lutherische Kirche im Hildesheimer Ortsteil Drispenstedt.

## Geschichte
Nach 1609 verschwand das lutherische Bekenntnis weitgehend aus Drispenstedt und das Dorf blieb bis weit in das 20. Jahrhundert hinein fast ausschließlich römisch-katholisch. 1938  wurde Drispenstedt nach Hildesheim eingemeindet und verlor die politische Eigenständigkeit. Die Lutheraner in Drispenstedt wurden zunächst in den Nordbezirk der Andreasgemeinde eingepfarrt und kamen 1951 zur neugegründeten Martin-Luther-Gemeinde.
Ende der 1950er Jahre entstand das Baugebiet „Neu-Drispenstedt“. Mit der wachsenden Bevölkerung stieg die Zahl der evangelischen Christen stark an. Deshalb wurde 1962 die St.-Thomas-Kirche, ein Gemeindehaus mit Kirchsaal, gebaut. Einige Jahre später folgte der Glockenturm, zunächst in anderer Form als heute. 1978 wurde dann, neben dem Gemeindehaus, der freistehende, pyramidenförmige Glockenturm errichtet.
1972 folgte der Bau einer Kindertagesstätte, die den Namen der Kirchengemeinde trägt.
Von 2007 bis 2010 bestanden die St.-Thomas- und die Martin-Luther-Gemeinde aus einem gemeinsamen Pfarramt mit zwei Pfarrstellen.  Zum 1. Januar 2011 fusionierten beide Gemeinden zur „Martin-Luther-Kirchengemeinde Nordstadt-Drispenstedt in Hildesheim“.

## Glockenturm
Freistehender Kirchturm in Form einer Spitzpyramide mit bekrönendem Kreuz, Erdgeschoss offen, mit drei Bronzeglocken.

## Architektur
Gemeindehaus, zweigeschossiger Hauptbau (unten Gemeindesaal, oben Pfarrwohnung), eingeschossiger Nebentrakt (ursprünglich Büro, Jugendräume), verklinkert, Satteldach. Gemeindesaal mit flacher Holzdecke.

## Orgel
Im Kirchsaal befindet sich eine einmanualige Orgel mit Pedal.